# Chen Jinfeng
Chen Jinfeng, född 893, död 935, var en kinesisk kejsarinna. Hon var gift med kejsar Huizong av Min. Kejsarinnan Chen har blivit ökänd för sina skandaler, och det var känt att hon hade kärleksförhållanden med i varje fall två hovmän.